# 점촌동 (문경시)
점촌동(店村洞)은 경상북도 문경시의 시청 소재지로, 점촌1·2동에 속한 법정동이자 점촌1~5동의 행정동이다. 인구는 약 7만 7,391명 (2010년의 조사에 근거 )이고, 면적은 대락 45km2이다.
1995년 문경군과 점촌시가 합병되기 전까지는 점촌시라는 이름을 가지고 있었으나, 합병후 문경시로 이름이 정해지면서 점촌이라는 이름은 행정구역상에서 동의 이름으로 남게 되었다. 시의 중요한 버스 승강장과 점촌역이 위치해 있다. 문경시 인구의 절반이 이곳에 거주하지만, 문경시 땅의 5%만을 차지한다. 문경시의 주요한 경제 지역이 이곳에 위치해 있다.
문경읍과 더불어 문경시의 시내 역할을 하고있다.

## 행정 구역
| 행정동  | 관할 법정동                              | 비고        |
| ------- | ---------------------------------------- | ----------- |
| 점촌1동 | 점촌동 일부, 모전동 일부                 |             |
| 점촌2동 | 점촌동 일부, 영신동, 윤직동, 모전동 일부 |             |
| 점촌3동 | 흥덕동, 우지동, 창동                     |             |
| 점촌4동 | 공평동, 유곡동, 불정동, 신기동           |             |
| 점촌5동 | 모전동 일부                              | 시청 소재지 |

## 주요 시설
- 점촌동성당
- 점촌역
- 문경시립도서관
- 문경시민문화회관
- 문경시청
- 문경중앙공원
- 문경제일병원
- 문경 중앙시장
- 문경시민운동장
- 점촌시외버스터미널
- 신흥시장

## 교육 기관
- 점촌중앙초등학교
- 점촌중앙초등학교병설유치원
- 호서남초등학교
- 점촌중학교
- 문경중학교
- 문경여자중학교
- 점촌고등학교
- 문창고등학교
- 문경여자고등학교
- 문경공업고등학교
- 점촌북초등학교
- 모전초등학교[6]
- 문경직업전문학교

## 주거
| 단지명           | 건설사       | 시행사       | 주소                | 입주        | 비고 |
| ---------------- | ------------ | ------------ | ------------------- | ----------- | ---- |
| 매봉마을 주공    | 현대산업개발 | 대한주택공사 | 매봉1길 35 (모전동) | 1998년 5월  |      |
| 문경신원아침도시 | 신원종합개발 |              | 여중1길 30 (모전동) | 2008년 10월 |      |

## 고속도로
- 점촌함창 나들목 (중부내륙고속도로 18번 교차로)